# معاهدة تورينو (1860)
معاهدة تورينو وقعت بين مملكة سردينيا والإمبراطورية الفرنسية الثانية يوم 24 مارس 1860 كي تتنازل مملكة سردينيا لفرنسا لتضم لها أراضي منطقة سافوا ومقاطعة نيس، في مقابل سكوت فرنسا وقت بدئ توحيد إيطاليا.